# Nikolai Belov
Nikolai Belov   (Fjodorovskoje, 23 de novembre de 1919 - Moscou, 14 d'octubre de 1987) va ser un lluitador rus que va competir sota bandera soviètica durant les dècades de 1940 i 1950.
El 1952 va prendre part en els Jocs Olímpics d'Estiu de Hèlsinki, on va guanyar la medalla de bronze en la competició del pes mitjà del programa de lluita grecoromana. En el seu palmarès també destaca una medalla d'or al Campionat d'Europa de lluita de 1947. A nivell nacional va guanyar quatre títols soviètics, de 1948 a 1951.
Una vegada retirat va treballar com a entrenador de lluita a Moscou.